# Аспер, Маттиас
Нильс Маттиас Йоаким Аспер (швед. Nils Mattias Joacim Asper; род. 20 марта 1974, Сёльвесборг, Швеция) — шведский футболист, вратарь, известный по выступлениям за «Мьельбю», Мальмё и сборной Швеции. Участник чемпионата Европы 2000 года.

## Клубная карьера

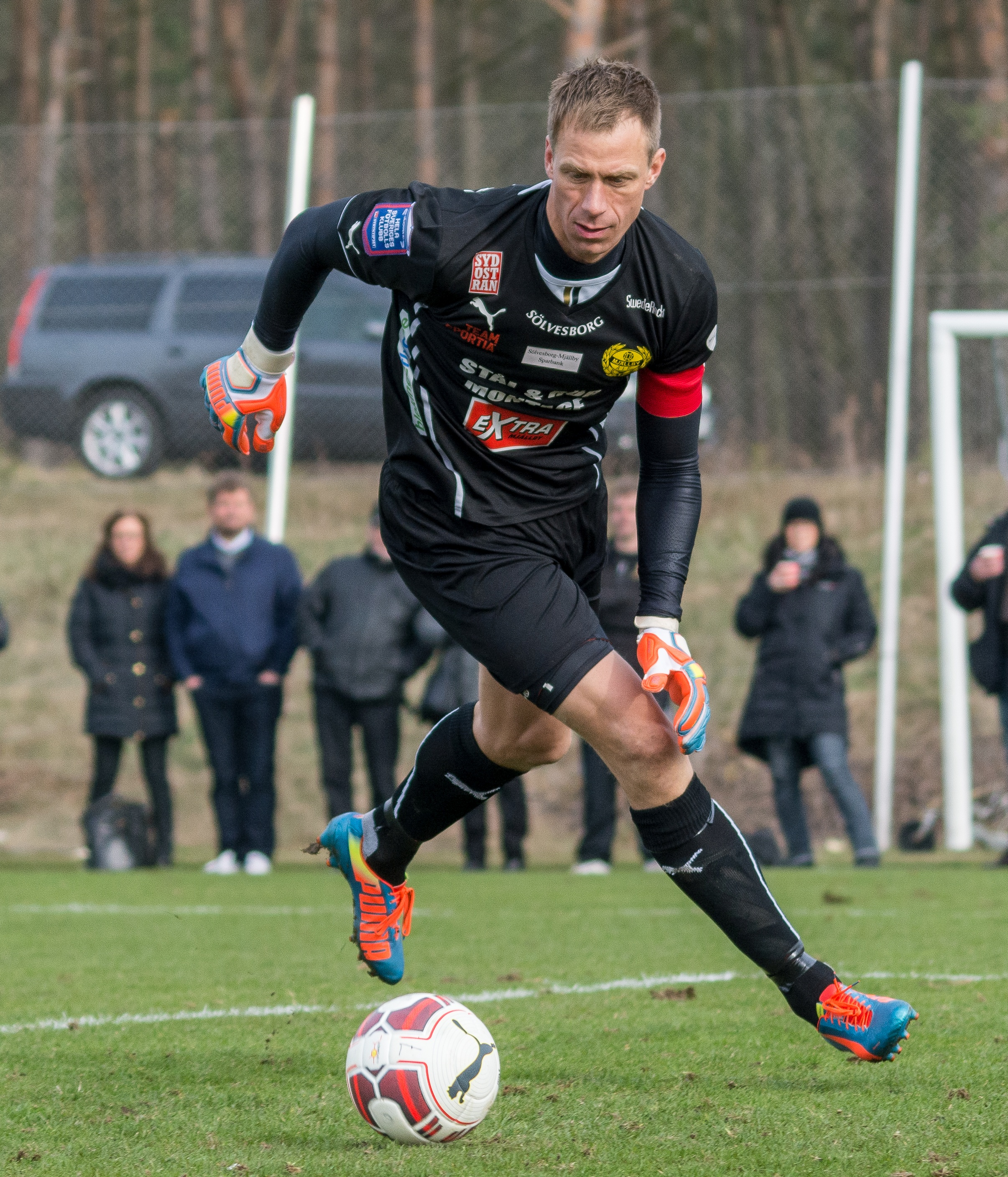
Аспер в составе «Мьельбю»

Аспер начал карьеру в клубе «Мьельбю». Он быстро завоевал место основного вратаря команды и за четыре сезона провёл более 100 матчей во всех турнирах. В 1997 году Маттиас перешёл в АИК. В начале он был дублёром Ли Бакстера, но спустя три месяца выиграл конкуренцию за место основного голкипера. В 1998 году Аспер выдал рекордную сухую серию в 797 минут и помог клубу из Сольны выиграть Аллсвенкан лигу, а через год завоевать Суперкубок Швеции. В 1999 году он помог АИКу квалифицироваться в Лиге чемпионов.
После Евро-2000 Маттиас перешёл в испанский «Реал Сосьедад». Он не смог выиграть конкуренцию за место в основе и сыграл всего лишь в 10 матчах Ла Лиги. В 2002 году в поисках игровой практики Аспер перешёл на правах аренды в турецкий «Бешикташ», но и там он не смог закрепиться в составе.
В том же году Маттиас вернулся на родину подписав контракт с «Мальмё». С новой командой в 2004 году он во второй раз стал чемпионом Швеции. За три года Аспер сыграл более 100 матчей во всех турнирах за клуб. В 2005 году он покинул «Мальмё» и без особого успеха выступал за норвежский «Викинг» и «Броммапойкарну». В 2008 году Маттиас вернулся в родной «Мьельбю». Он был назначен капитаном команды и уже через год помог клубу вернуться в элиту. 15 сентября 2010 года в матче против «Хеккена» Аспер забил свой первый в карьере гол.

## Международная карьера
27 ноября 1999 года в товарищеском матче против сборной ЮАР Аспер дебютировал за сборную Швеции, заменив во втором тайме Магнуса Чильстедта. В 2000 году Аспер попал в заявку на участие в чемпионате Европы в Бельгии и Нидерландах. На турнире он был третьим вратарём и не сыграл ни минуты.

## Достижения
Командные
 АИК
- Чемпионат Швеции по футболу — 1998
- Обладатель Суперкубка Швеции — 1999

 «Мальмё»
- Чемпионат Швеции по футболу — 2004